# تاريخ سلوفينيا

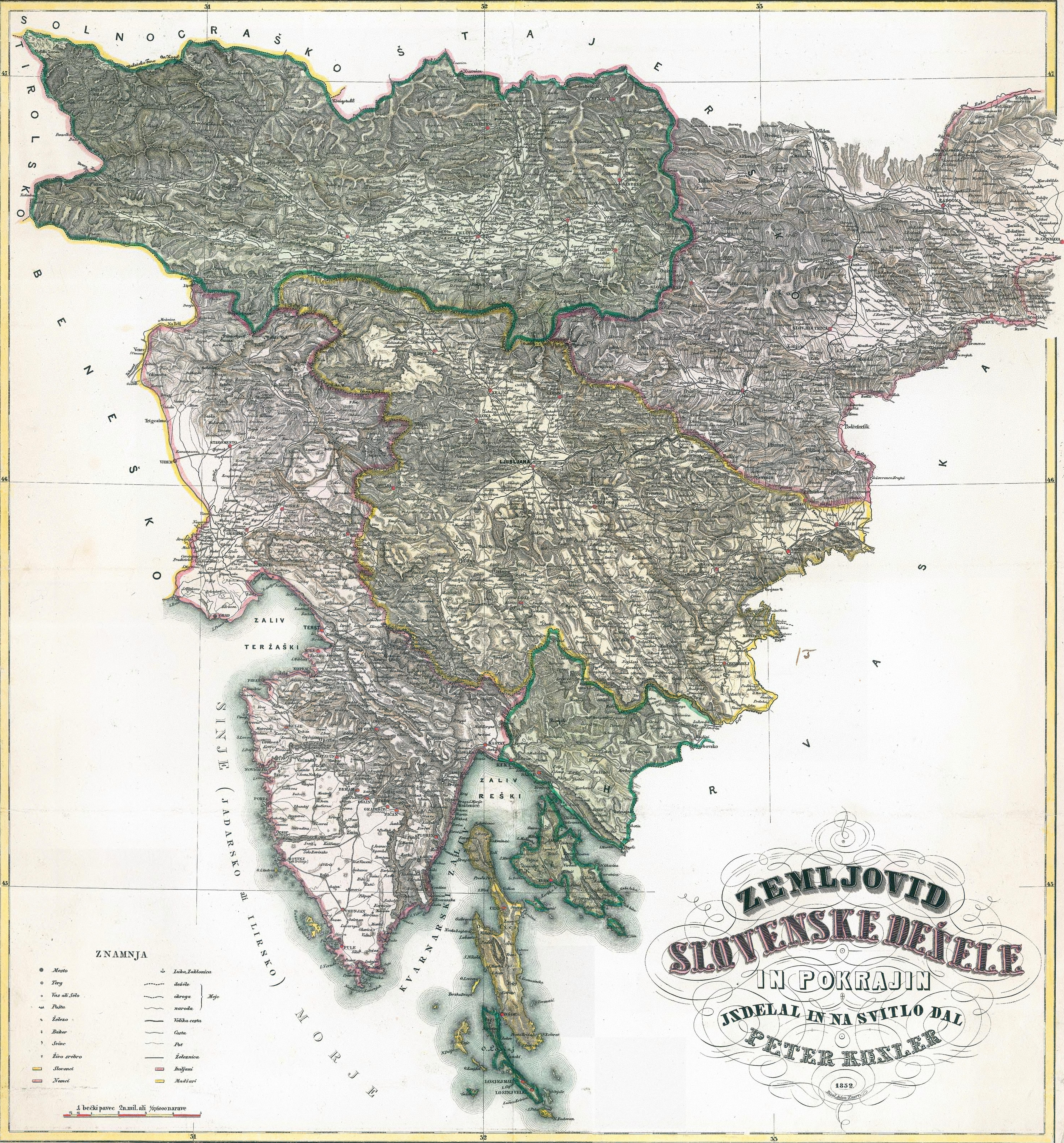

يروي تاريخ سلوفينيا الأحداث التي وقعت على الأراضي السلوفينية منذ القرن الخامس قبل الميلاد حتى الوقت الحاضر. استقرت في بداية العصر البرونزي القبائل البروتو-إيليرية في منطقة تمتد من ألبانيا الحالية حتى مدينة تريست. كانت الأراضي السلوفينية جزءًا من الإمبراطورية الرومانية، ودمرتها التوغلات البربرية في نهاية العصور القديمة وبداية العصور الوسطى لأن الطريق الرئيسي من سهل بانونيا إلى إيطاليا كان يمر من سلوفينيا الحالية. استقر السلاف الألبيون، الذين هم أسلاف السلوفينيون الحاليون في المنطقة في أواخر القرن السادس بعد الميلاد. سيطرت الإمبراطورية الرومانية المقدسة على المنطقة لقرابة ألف سنة، وبين منتصف القرن الرابع عشر حتى عام 1918 كانت معظم منطقة سلوفينيا تحت حكم هابسبورغ، وفي عام 1918 شكّل السلوفينيون مع الصرب والكروات دولة يوغوسلافيا السابقة، في حين كانت منطقة صغيرة تحت حكم إيطاليا. أُنشئت دولة سلوفينيا في عام 1945 كجزء من جمهورية يوغوسلافيا الاشتراكية الاتحادية. حصلت سلوفينيا على استقلالها عن يوغوسلافيا في 1 يونيو عام 1991، وهي حاليًا عضو في الاتحاد الأوروبي وحلف شمال الأطلسي.

## ما قبل تاريخ المستوطنة السلافية

### ما قبل التاريخ
عُثر على أول علامات الاستيطان البشري في سلوفينيا الحالية في هيل كيف في اللوزا وودس قرب أوريخيك في كارنيولا الداخلية، عندما اكتُشف وجود أداتين حجريتين عمرهما 250 ألف سنة تقريبًا. سكن النياندرتاليون سلوفينيا الحالية خلال العصر الجليدي الأخير، وأكثر موقع أثري نياندرتالي شهرة في سلوفينيا هو كهف يقع بالقرب من قرية شبرلي قرب كيركنو حيث وُجد عام 1995 ناي «ديفجي بيب فلوت» الذي يُعدّ أقدم آلة موسيقية معروفة في العالم، وعُثر على أقدم عجلة ومحور خشبي محفوظ بأمان قرب مستنقعات ليوبليانا في عام 2002. ازدهرت ثقافة أورنفيلد في الفترة الانتقالية بين العصر البرونزي إلى العصر الحديدي، وُجدت العديد من البقايا الأثرية في سلوفينيا التي يعود تاريخها إلى فترة هالشتات، ومستوطنات هامة في موست نا سوسي فاسي، وسينتفيد بري ستيسني، ونوفو ميستو في كارنيولا السفلى التي تُعد أحد أهم المواقع الأثرية في حضارة هالشتات، وقد أُطلق عليها اسم مدينة السيتولات بسبب العديد من السيتولات (السيتول إناء يشبه الدلو) التي وُجدت في المنطقة.

### الرومان القدماء
في العصر الحديدي كان يسكن في سلوفينيا الحالية القبائل الإيليرية، والسلتيكية، واستمر ذلك حتى القرن الأول قبل الميلاد عندما غزا الرومان المنطقة، مؤسسين مقاطعتَي بانونيا ونوريكوم. وأصبحت المناطق الواقعة حاليًا في غرب سلوفينيا بشكل مباشر تحت حكم إيطاليا الرومانية كجزء من المنطقة المجهولة فينيتا إيه هيستريا. تشمل المدن الرومانية الهامة الموجودة في سلوفينيا الحالية إيمونا، وبويتوفيا وسيليا، ومستوطنات هامة الأخرى هي نوبورتوس، ونيفودونوم، وهاليايتوم، وأتترانس، وستريدون.
عانت المنطقة من غزوات العديد من الجيوش البربرية خلال فترة الهجرة، بسبب موقعها الاستراتيجي كممر رئيسي من سهل بانونيا إلى شبه الجزيرة الإيطالية. تخلّت روما أخيرًا عن المنطقة في نهاية القرن الرابع. كانت معظم المدن مدمرة، في حين انتقل السكان المحليون الباقون إلى مناطق المرتفعات، وأسسوا مدنًا مُحصّنة، وفي القرن الخامس كانت المنطقة جزءًا من المملكة القوطية، وكان هناك تنافس عليها من قبل القوطيين الشرقيين، والإمبراطورية البيزنطية، واللومبارديون.

### المستوطنة السلافية
استقر السلاف أسلاف السلوفينيون الحاليون في منطقة جبال الألب الشرقية في نهاية القرن السادس، إذ جاؤوا من اتجاهين، الشمالي (عبر النمسا الشرقية والجمهورية التشيكية اليوم)، واستقرّ هؤلاء في منطقة كارينثيا وغرب ستيريا اليوم، والذين جاؤوا من الجنوب (عبر سلافونيا اليوم) استقروا في منطقة وسط سلوفينيا اليوم.

### الملك سامو
أُخضعت هذه القبيلة السلافية، والمعروفة أيضًا باسم السلاف الألبيون إلى حكم أفار قبل انضمامها إلى الاتحاد القبلي السلافي للملك سامو في عام 623 للميلاد. بعد وفاة سامو سقط سلاف كارنيولا (الموجودة في سلوفينيا الحالية) مرة أخرى تحت حكم أفار، في حين سلاف شمال سلسلة جبال كارافانكي (في المناطق النمساوية الحالية من كارينثا، وستيريا، وشرق تيرول) أنشأوا إمارة كارانتانيا المستقلة.

## العصور الوسطى

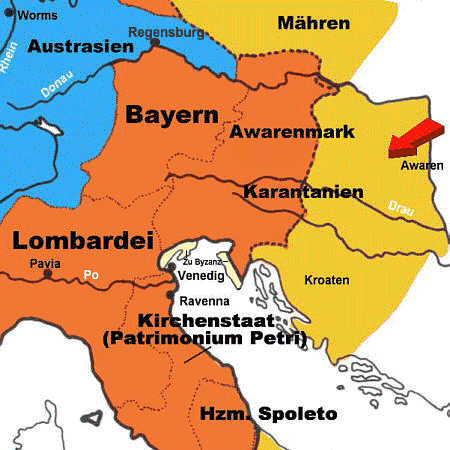
مسيرة أورينتاليس (آفار مارش) في عهد شارلمان

### من كارنتانيا إلى كارينثيا
في عام 745 سقطت كارنتانيا وباقي الأراضي السلافية للحكم البافاري تحت ضغط قوة أفار المُتشكّلة حديثًا، ودُمجت مع دوقية بافاريا في الإمبراطورية الكارولنجية في حين تحول الكارنتانيون والسلاف الآخرون الذين يعيشون في سلوفينيا الحالية إلى الديانة المسيحية، أُخضع الجزء الشرقي من كارنتانيا مرة أخرى لحكم أفارس بين عامي 745 و 795.
احتفظت كارنتانيا باستقلالها الداخلي حتى عام 818 عندما عُزل الأمراء المحليون بعد تمرد ليودفيت بوسافسكي المناهض للفرنجة، واستُعيض تدريجيًا بهيمنة جرمانية (بافارية في المقام الأول). في عهد الإمبراطور أرنولف من كارينثيا برزت كارنتانيا التي حكمها عندها نبلاء من ولاية بافاريا السلافية كقوة إقليمية لفترة وجيزة، لكنها تدمرت بالغزو الهنغاري في أواخر القرن التاسع.
تأسست كارنتانيا مرة أخرى كوحدة إدارية مستقلة في عام 976 عندما قسّم الإمبراطور أوتو الأول العظيم (بعد خلعه دوق بافاريا هنري الثاني) الأراضي التي يملكها، وجعل من كارينثيا الدوقية السادسة للإمبراطورية الرمانية المقدسة، أما كارانتانيا القديمة فلم تتطور لتشكل مملكة متحدة.
في أواخر القرن العاشر وبداية القرن الحادي عشر، وبسبب التهديد الهنغاري بشكل أساسي، نظّمت المنطقة الحدودية الجنوبية الشرقية للإمبراطورية الألمانية بما سُمي وقتها «التُخوم»، التي أصبحت الأساس الذي تطورت عليه الأراضي السلوفينية التاريخية كانيولا، وستيريا، وغورشيكا أو غوريزيا الغربية. أخذ توحيد، وتشكيل الأراضي السلوفينية التاريخية فترة طويلة بين القرنين الحادي عشر، والرابع عشر بقيادة عدد من العائلات الإقطاعية المهمة وقتها، مثل دوقات سبانهايم، وكونتس غوريزيا، وكونتس سيلجي، وأخيرًا آل هابسبورغ.

### السلوفينيون كمجموعة عرقية مستقلة
أُرّخ أول وجود للهوية العرقية السلوفينية المعروفة، التي تجاوزت الحدود الإقليمية في بداية القرن السادس عشر.
خلال القرن الرابع عشر كانت معظم الأراضي السلوفينية تحت حكم هابسبورغ. وفي القرن الخامس عشر تحدّى نبلاء سيلج سيادة هابسبورغ، لكن في حلول نهاية ذلك القرن دُمجت الغالبية العظمى من الأراضي التي يسكنها السلوفينيون في مملكة هابسبورغ، وعاش معظم السلوفينيون في المنطقة الإدارية المعروفة باسم النمسا الداخلية، مشكّلين غالبية سكان دوقية كارنيولا، ومقاطعة غوريزيا، وجراديسكا، إضافة إلى ستيريا السفلى، وجنوب كارينثيا.
سكن السلوفينيون أيضًا في معظم أراضي الإمبراطورية الحرة لتريست، على الرغم من أنهم كانوا يمثلون أقلية سكانية هناك.

## الفترة الحديثة المبكرة
انتشر الإصلاح البروتستانتي في القرن السادس عشر في جميع أنحاء الأراضي السلوفينية. وخلال هذه الفترة، كتب الداعية البروتستانتي بريمو تروبار وأتباعه أول الكتب التي كانت باللغة السلوفينية، مما أسّس قاعدة لتطوير معايير اللغة السلوفينية. في النصف الثاني من القرن السادس عشر، طُبعت العديد من الكتب باللغة السلوفينية، بما في ذلك ترجمة كاملة للكتاب المقدس من قِبل يوريج دالماتين. طُرد خلال الإصلاح المضاد في أواخر القرنين السادس عشر والسابع عشر، بقيادة أسقف ليوبليانا توماس كرون وسيكاو مارتن برينر جميع البروتستانت تقريبًا من أراضي سلوفينيا (باستثناء بريكموري). ومع ذلك، تركوا إرثًا قويًا في تقاليد الثقافة السلوفينية، التي دُمجت بشكل جزئي في الإصلاح الكاثوليكي المضاد في القرن السابع عشر. تشهد القواعد الإملائية والتهجئة السلوفينية القديمة، والمعروفة أيضًا باسم أبجدية بوهوريسي، التي طورها البروتستانت في القرن السادس عشر، والتي بقيت قيد الاستخدام حتى منتصف القرن التاسع عشر على التراث غير المنقطع للثقافة السلوفينية التي تأسّست في سنوات الإصلاح البروتستانتي.